# Trofeo Bortolotti
Il Trofeo Achille e Cesare Bortolotti è un torneo calcistico amichevole organizzato dalla società italiana Atalanta in memoria dei suoi presidenti Achille e Cesare Bortolotti.
Generalmente, la squadra di casa sfida una squadra in una partita allo Stadio di Bergamo e, in caso di parità al termine dei tempi regolamentari, si procede ai tiri di rigore. In quattro edizioni, il Trofeo è stato assegnato dopo un triangolare con partite da 45 minuti ciascuna, con l'eventualità dei rigori in caso di parità. Il Trofeo si disputa annualmente dal 1992, con le eccezioni del 1999, 2005, 2019, 2020, 2021, 2023 e 2024.

## Albo d'oro
| Edizione | Squadra 1     | Squadra 2                      | Risultato       | Vincitore             | Note  |
| -------- | ------------- | ------------------------------ | --------------- | --------------------- | ----- |
| 1992     | Juventus      | Borussia Dortmund              | 1-1             | Atalanta              |       |
| 1992     | Atalanta      | Borussia Dortmund              | 1-0             | Atalanta              |       |
| 1992     | Atalanta      | Juventus                       | 1-0             | Atalanta              |       |
| 1993     | Atalanta      | Olympique Marsiglia            | 3-2             | Atalanta              |       |
| 1994     | Atalanta      | Grêmio Esportivo Novorizontino | 3-2             | Atalanta              |       |
| 1995     | Atalanta      | San Paolo                      | 8-9 (2-2) (dcr) | San Paolo             |       |
| 1996     | Atalanta      | Leffe                          | 3-0             | Atalanta              |       |
| 1996     | Atalanta      | Alzano Virescit                | 2-0             | Atalanta              |       |
| 1996     | Leffe         | Alzano Virescit                | 7-6 (1-1) (dcr) | Atalanta              |       |
| 1997     | Atalanta      | Padova                         | 5-4 (0-0) (dcr) | Vasco da Gama         |       |
| 1997     | Atalanta      | Vasco da Gama                  | 1-2             | Vasco da Gama         |       |
| 1997     | Vasco da Gama | Padova                         | 3-4 (0-0) (dcr) | Vasco da Gama         |       |
| 1998     | Atalanta      | Sampdoria                      | 0-1             | Sampdoria             |       |
| 2000     | Atalanta      | Milan                          | 2-0             | Atalanta              |       |
| 2001     | Atalanta      | Borussia Dortmund              | 5-3 (1-1) (dcr) | Atalanta              |       |
| 2002     | Atalanta      | Real Sociedad                  | 8-7 (2-2) (dcr) | Atalanta              |       |
| 2003     | Atalanta      | Udinese                        | 5-2 (1-1) (dcr) | Atalanta              |       |
| 2004     | Atalanta      | Sampdoria                      | 4-1 (1-1) (dcr) | Atalanta              |       |
| 2006     | Atalanta      | Sampdoria                      | 5-6 (0-0) (dcr) | Sampdoria             |       |
| 2007     | Atalanta      | Malines                        | 1-0             | Atalanta              |       |
| 2008     | Atalanta      | IFK Göteborg                   | 4-0             | Atalanta              |       |
| 2009     | Atalanta      | Hull City                      | 5-3 (2-2) (dcr) | Atalanta              |       |
| 2010     | Atalanta      | Siviglia                       | 1-2             | Siviglia              |       |
| 2011     | Atalanta      | Braga                          | 2-4 (1-1) (dcr) | QPR                   |       |
| 2011     | Atalanta      | QPR                            | 3-4 (1-1) (dcr) | QPR                   |       |
| 2011     | QPR           | Braga                          | 1-0             | QPR                   |       |
| 2012     | Atalanta      | Udinese                        | 1-0             | Atalanta              |       |
| 2013     | Atalanta      | Udinese                        | 5-2             | Atalanta              |       |
| 2014     | Atalanta      | Nantes                         | 4-3 (0-0) (dcr) | Atalanta              |       |
| 2015     | Atalanta      | Šachtar                        | 0-1             | Šachtar               |       |
| 2016     | Atalanta      | Eintracht Francoforte          | 5-6 (2-2) (dcr) | Eintracht Francoforte |       |
| 2017     | Atalanta      | Lilla                          | 1-0             | Atalanta              | [ 1 ] |
| 2018     | Atalanta      | Hertha Berlino                 | 3-2             | Atalanta              | [ 2 ] |
| 2022     | Atalanta      | Eintracht Francoforte          | 3-5 (2-2) (dcr) | Eintracht Francoforte | [ 3 ] |
| 2025     | Atalanta      | Juventus                       | 1-2             | Juventus              | [ 4 ] |